# ФК „Лейтън Ориент“
„Лейтън Ориент“ е футболен клуб от Лондон, Англия, който се състезава във Втора лига (4-тото ниво на футбола в Англия). Това е вторият най-стар лондонски клуб, който играе професионален футбол. Играят на Бризбейн Роуд от 1937 г.
Основан през 1881 г., клубът започва да играе футбол като Orient през 1888 г. и се присъединява към Лондонската лига през 1896 г. Те приемат името Clapton Orient две години по-късно и са избрани във футболната лига през 1907 г. Отпада от Втората дивизия през 1929 г., клубът окончателно се спира на името Leyton Orient след Втората световна война. Те печелят титлата на Трета дивизия „Юг“ през 1955 – 1956 г. и печелят промоция във Втора дивизия през 1961 – 1962. Ориент печели Трета дивизия под ръководството на Джими Блумфийлд през 1969 – 1970 г. и прекарва 70-те години във второто ниво, печелейки две купи на Лондон и достигайки до финала на Англо-шотландската купа през 1977 г. и полуфиналите за купата на Англия (1977 – 1978), преди да отпадне през 1982 г. и отново през 1985 г.
Ориент печели промоция от Четвърта дивизия чрез плейофи през 1988 – 1989 г., макар че изпадат отново през 1995 г. Бари Хърн става председател през 1995 г., след като клубът е пуснат в продажба за 5 £ от тогавашния председател Тони Ууд, период отразен от телевизионния документален филм Orient: Club for a Fiver (създаден от продуцентската компания Open Media за Канал 4 и включен в списание Форбс през 2020 г. като един от „Петте най-добри спортни документални филма“).
Ориент печели промоция от Втора лига с Мартин Линг през 2005 – 2006 г., преди Хърн да продаде клуба на италианския бизнесмен Франческо Бекети, който председателства две изпадания за три години с 11 мениджъри. Найджъл Травис поема управлението на клуба през 2017 г. и назначава Джъстин Единбург за мениджър, а под това стабилно ръководство клубът стига до финала на ФА Трофи през 2019 и печели промоция обратно във Футболната лига като шампиони на Националната лига през 2018 – 2019 г.
|  | Тази страница частично или изцяло представлява превод на страницата Leyton Orient F.C. в Уикипедия на английски. Оригиналният текст, както и този превод, са защитени от Лиценза „Криейтив Комънс – Признание – Споделяне на споделеното“, а за съдържание, създадено преди юни 2009 година – от Лиценза за свободна документация на ГНУ. Прегледайте историята на редакциите на оригиналната страница, както и на преводната страница, за да видите списъка на съавторите. ВАЖНО: Този шаблон се отнася единствено до авторските права върху съдържанието на статията. Добавянето му не отменя изискването да се посочват конкретни източници на твърденията, които да бъдат благонадеждни. |